# Рудник живе Шупља стена
Рудник живе Шупља стена је рудник који се некада бавио експлоатацијом живе, али је већ неколико деценија угашен.

## Историја
Рудник Шупља стена налази се на Авали, недалеко од Београда. Настао је у шупљинама које су ископавали први рудари на овом подручју. Претпоставља се да су Келти рударили испод Авале у последњa три века старе ере, а Римљани су започели у новом веку. Српски владари су тек у 14. и 15. веку на овом подручју почели да се баве рударством на озбиљан начин, па су унајмили Сасе да трагају за драгоценом рудом, али нису успели. Рудник је био основа богатства многим цивилизацијама и народима, највише захваљујући драгоценој црвеној боји, која је добијена од живине руде цинабарита. На равници испред рудника некада се налазила и топионица. Прва ископавања почела су 1885. године. Руде је било доста и истопљена је прва количина живе али није добро прошла на тржишту па је рудник престао да ради. Средином 20. века истраживања геолога и рудара указују на знатне количине цинабарита и других минерала у Шупљој стени па је рудник пуштен у рад 1968. године, али је због политичких и самоуправних разлога затворен je 1972. године. Постројења су растурена, а велика количина руде је остала под земљом.

## Примена рудника данас
У некадашњем руднику “Шупља стена” налази се пећина која је приближно стара као и Авала, а настала је у време вулканске активности и издизања овог терена. Ова пећина је занимљива као природна реткост. Некадашњи рудник је замењен изградњом спортског рекреативног центра. Изградња је почела 1947. године а завршена је 1976. године. То је комплекс на површини од 140.000 квадратних метара. Шупља стена је као спортски комплекс функционална од 1992. године, када је одлуком Владе Србије место претворено у камп за избегла и расељена лица, након избијања југословенских ратова. Одмаралиште је обновљено 2012. године и поново отворено. Цео комплекс, планинарско-спортско-рекреативног и туристичког карактера, погодан је за вишедневне боравке, упражњавање великог броја спортова и за излете према врху и околини. У близини дома се налазе два споменика посвећена Карађорђевом војводи Васи Чарапићу: у бронзи, поред мале куће, рад вајара Душана Николића и у дрвету, изрезбареног са призорима из првог српског устанка, рад народног вајара Богосава Живковића, који се налази недалеко од дома. На месту тог споменика, стајао је до пре двадесет година последњи од шест брестова испод кога је тадашњи кнез Васа Чарапић окупљао народ подавалских села и позивао га на устанак против Турака.